# Шамші Калдаякова (Каргалинський район)
Шамші́ Калдая́кова (каз. Шәмші Қалдаяқов) — село у складі Каргалинського району Актюбінської області Казахстану. Адміністративний центр та єдиний населений пункт сільської адміністрації Шамші Калдаякова.
До 2007 року село називалось Александровка.
Населення — 1407 осіб (2021; 1934 у 2009, 1874 у 1999, 1450 у 1989).